# Richard Kolb
Richard Kolb (geboren 29. Juni 1891 in Bamberg; gestorben 16. September 1945 in Bad Reichenhall) war ein deutscher Rundfunkintendant zur Zeit des Nationalsozialismus.

## Leben
Richard Kolb war als Artillerie-Offizier Teilnehmer am Ersten Weltkrieg und schied 1919 im Range eines Oberleutnants aus. 1922 wurde er mit dem Charakter eines Hauptmanns a. D. befördert.
Kolb wurde 1921 eines der ersten Mitglieder der NSDAP und nach deren Gründung Mitglied der SA, war in deren Führungsspitze und Waffenoffizier Adolf Hitlers. 1923 war Kolb in vorderster Reihe Teilnehmer beim Marsch auf die Feldherrnhalle und daher Blutordensträger.
Zum 1. Oktober 1931 trat er wieder der NSDAP bei (Mitgliedsnummer 659.290) und schloss sich auch der SS an (SS-Nummer 60.827). Zum Rundfunk kam er als Redakteur der „Bayerischen Radiozeitung“, ein Teil der dort geschriebenen Aufsätze wurde 1932 unter dem Titel „Horoskop des Hörspiels“ zusammengefasst, im Verlag der Radiozeitschrift „Rufer und Hörer“ veröffentlicht. Mit seiner Schrift „Schicksalsstunde des Rundfunks“ empfahl er sich als Rundfunkexperte in der Partei, in der er dem Flügel von Gregor Strasser zuzurechnen war. Nach dem „Preußenschlag“ vom 20. Juli 1932 wurde unter anderen am 15. August der Intendant Hans Flesch entlassen und Kolb wurde im Oktober 1932 Sendeleiter der Funk-Stunde Berlin an der Masurenallee unter dem kommissarischen Intendanten Friedrich Carl Duske. In seiner Schrift hatte er Flesch Postenschacherei und mangelndes Verständnis für die „Durchdringung des Rundfunks mit deutschen und christlichen Ideen“ vorgeworfen.

### Intendant

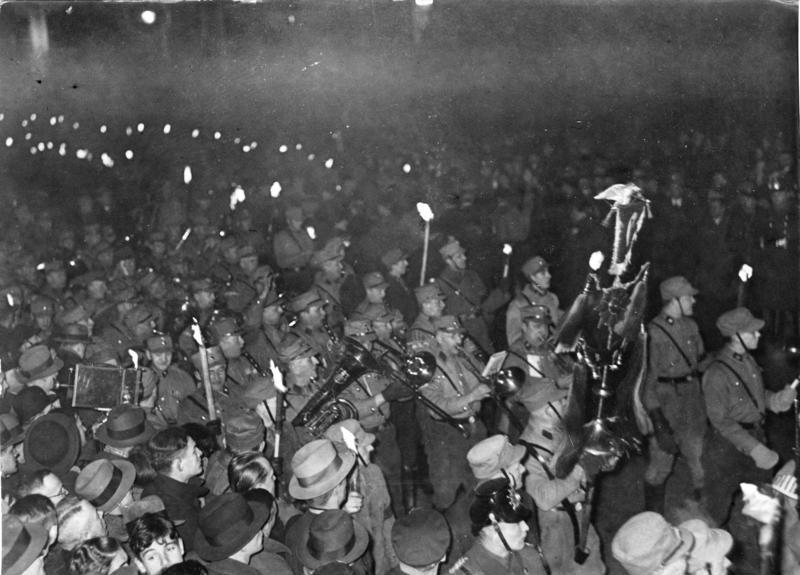
Fackelzug zur Machtergreifung Hitlers

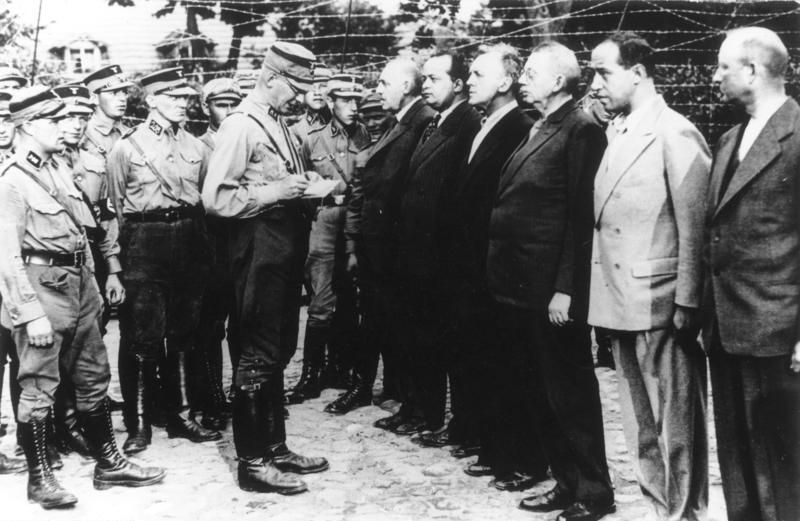
SPD-Politiker und Rundfunkmitarbeiter als Häftlinge im KZ Oranienburg. Von rechts: Kurt Magnus, Hans Flesch, Heinrich Giesecke, Alfred Braun, Friedrich Ebert junior und Ernst Heilmann (August 1933)

Kolb organisierte am 30. Januar 1933 kurzfristig eine Rundfunkreportage von den Fackelzügen zur „Machtergreifung“.
Ab Februar 1933 agierte Kolb als Intendant in Berlin und wechselte am 19. April 1933 als Intendant zur Bayerischen Rundfunk G.m.b.H. nach München.
Auf seinem politischen Höhepunkt war Kolb, als Joseph Goebbels ihn am 23. April 1933 im Münchener Funkhaus einführte:
„Ich habe mich in den damaligen Wochen sehr oft stundenlang mit ihrem neuen Intendanten, der jetzt in München seines Amtes waltet, über die Aufgaben des Rundfunks unterhalten. Ich verdanke ihm viele Anregungen, verdanke ihm eine Fülle von Gedanken, die später, als wir den Rundfunk in unsere eigene Hand nahmen, in die Tat umgesetzt worden sind.“
Kolb selbst:
„Wenn die nationale Bewegung in den letzten Wochen so rasch anwuchs und ungeheure Fortschritte machte, daß sich die Zahl der 17 Millionen wohl sicher schon mehr als verdoppelt hat, so hat der Rundfunk einen großen Teil verdient daran. Denn das Miterleben einer Rede des Führers wuchs über die Tausende jeweils im Saale Anwesenden hinaus auf die ungezählte Masse der Hörer […] Heute ist der Rundfunk keine Erscheinung für sich, losgelöst vom Schicksal des deutschen Volkes, sondern ein Instrument desselben, und der Geist, der dieses Instrument bedient, ist der Geist der Klassenversöhnung und Volksgemeinschaft. Jeder, der im Rundfunk mitbauen und mithelfen darf, ist heute nicht mehr ein Angestellter nur einer Sendegesellschaft, sondern ein Diener des neuen Staates und des Volkes, ein Diener des größten Massenbeeinflussungsinstrumentes, das nicht nur ein Spiegel seiner Zeit, sondern die aktivistische Staatsidee und die lebendige und schöpferische öffentliche Meinung ist.“

### Universität Jena
Angeblich auf Betreiben von Eugen Hadamovsky schied er in München bereits zum 1. Oktober 1933 wieder aus, sein Nachfolger in München beim Reichssender München wurde zum 1. Januar 1934 Hellmuth Habersbrunner. Wegen seiner Zugehörigkeit zum Strasser-Flügel in der Partei hatte er nach dessen Absturz Anfang 1933 in der Partei keinen genügenden Rückhalt mehr. Auch waren seine rundfunkpolitischen Ansichten, die gegen „das Weimarer System“ auf Brechung des Staatsmonopols gerichtet waren und den Gebührenanteil der Rundfunkanstalten auf Kosten der Deutschen Reichspost vergrößern sollten, nun im Zuge der Gleichschaltung schon nicht mehr opportun. Während Kolbs Rundfunkkarriere beendet war, nahm der Rundfunk unter Goebbels und Hadamovsky den von Kolb vorausgesehenen Aufschwung.
Zwischen 1934 und 1937 ist über Kolbs Tätigkeit nichts bekannt. In der NS-Hierarchie der Alten Kämpfer stand er weiterhin ganz oben und marschierte jeweils am 9. November zu Gedenkfeierlichkeiten für den Hitlerputsch in einer Linie mit Friedrich Weber, Hermann Göring, Adolf Hitler, Ulrich Graf und Hermann Kriebel vom Bürgerbräukeller zur Feldherrnhalle.
Kolb erhielt, obwohl ihm ein Hochschulabschluss fehlte, 1937 auf Betreiben des Stabs des Stellvertreters des Führers zunächst einen Lehrauftrag und 1938 eine a.o. Professur für Wehrgeschichte und Wehrphilosophie an der Universität Jena. In Jena denunzierte er, der inzwischen auch SS-Hauptsturmführer (Ehrenführer) war, mit Zitaten aus einem privaten Gespräch Ricarda Huch und deren Schwiegersohn Franz Böhm. Kolbs Brief vom 11. Mai 1937 löste ein Verfahren nach dem Heimtückegesetz aus, und Böhm wurde 1938 der Lehrauftrag an der Universität Jena entzogen. Huch, und damit auch Böhm, standen allerdings unter der Protektion des nationalsozialistischen Reichsjustizministers Franz Gürtner.
Nach Kriegsausbruch meldete sich Kolb wieder als Offizier zur Wehrmacht, wurde als Hauptmann der Reserve aufgenommen und Mitte November 1941 als Kommandeur der Leichten Flak-Abteilung 91 (mot.) im Dienstgrad eines Majors der Reserve mit dem Ritterkreuz ausgezeichnet. Oberstleutnant der Reserve Kolb nahm sich, kriegsversehrt, 1945 im Lazarett Bad Reichenhall das Leben.

## Medientheorie
In Westdeutschland wurden nach 1945 Kolbs hörspieltheoretische Überlegungen in der Medienpraxis weiter verwendet, und auch die Medientheorie zitierte ihn, ohne den „Alten Kämpfer“ und Denunzianten wahrzunehmen, als Experten des „Hörspiels der Innerlichkeit“.

## Schriften
- Die Entwicklung des künstlerischen Hörspiels aus dem Wesen des Funks, in: Rufer und Hörer. Berlin, Deutscher Kunstverlag, Jahrgang 1, Heft 5, 1931
- Das Horoskop des Hörspiels, Berlin: Max Hesse Verlag, 1932
- Schicksalsstunde des Rundfunks, Berlin: Brunnen-Verlag Willi Bischoff, 1932
- mit Heinrich Siekmeier: Rundfunk und Film im Dienste nationaler Kultur, Düsseldorf: Floeder, 1933